# Cybianthus nanayensis
Cybianthus nanayensis är en viveväxtart som först beskrevs av Macbr., och fick sitt nu gällande namn av G. Agostini. Cybianthus nanayensis ingår i släktet Cybianthus, och familjen viveväxter. Inga underarter finns listade i Catalogue of Life.